# Kom de bagfra
Kom de bagfra er en dansk dokumentarfilm fra 1996, der er instrueret af Wadt Thomsen efter eget manuskript.

## Handling
Kom de bagfra er navnet på en københavnsk performancegruppe, der siden slutningen af firserne har skabt en række storslåede musikteaterforestillinger. Gruppens univers er visuelt forførende med en egen evne til at indkredse store klassiske temaer og give dem et yderst nutidigt udtryk. I dokumentarfilmen fortæller bagmændene Peter Holmgård og Steen Madsen om deres arbejde, og der ses scener fra en del af forestillingerne.